# 王頒
王頒（548年前—599年前），字景彥，太原祁（今山西祁縣）人，王僧辯次子，北周、隋朝官员。

## 生平
王頒出自东胡乌丸王氏，王僧辯平侯景之亂時，將王頒留在荊州。王僧辯被陳武帝殺死时，王頒號慟而絕，立志報仇。周明帝召王颁出任左侍上士。隋文帝派韓擒虎進軍陳朝，王頒時為開府儀同三司，隨軍伐陳，夜度长江。
隋滅陳後，王頒夜掘陳霸先的墳墓，挖出骨骸，焚化成灰加水喝進肚裡。赐物五千段，颁固辞曰：“臣缘国威灵，得雪怨耻，本心徇私，非是为国，所加官赏，终不敢当。”入隋後，拜代州刺史，有惠政。後以母歿去职。再为齐州刺史，卒於官。

## 延伸阅读
[在维基数据编辑]
 《隋書·卷72》，出自魏徵《隋书》